# روبرت يونغ (مدير)
روبرت يونغ (بالإنجليزية: Robert Young)‏ هو مدير أمريكي، ولد في 14 فبراير 1796 في Kawaihae, Hawaii ‏ في الولايات المتحدة، وتوفي في 1813 في برمودا في المملكة المتحدة.